# Fernando Grande-Marlaska
Fernando Grande-Marlaska Gómez (Bilbau, 26 de julho de 1962) é um juiz e político espanhol que atua como Ministro do Interior desde junho de 2018. Político independente próximo ao Partido Socialista Operário Espanhol, foi membro do Congresso dos Deputados de 2019 a 2020, e brevemente de agosto a dezembro de 2023, representando Cádis.
Grande-Marlaska é um juiz conhecido desde o início dos anos 2000 por sua atuação na Audiencia Nacional, onde julgou vários membros do grupo terrorista basco Euskadi Ta Askatasuna (ETA) e liderou o julgamento que se seguiu ao acidente do Yak-42, entre outros casos relevantes. Ele também atuou como membro do Conselho Geral do Poder Judiciário — o órgão dirigente do poder judiciário espanhol — de 2013 a 2018.

## Biografia

### Primeiros anos e carreira
Nascido em Bilbau, é filho de Avelino Grande, oficial da Polícia Municipal de Bilbau. Ingressou na carreira judicial em 1987 e atuou no Tribunal de Primeira Instância e Inquérito de Santoña, Cantábria, de onde foi juiz de instrução no caso contra Rafael Escobedo pelo Assassinato dos Marqueses de Urquijo. Em 1990, foi transferido para o Tribunal de Inquérito n.º 2 de Bilbau, onde permaneceu por nove anos. Naquela época, ele foi promovido a juiz presidente da Sexta Seção da Divisão Criminal do Tribunal Provincial de Biscaia.
Em 2003, mudou-se para Madrid como juiz de instrução do distrito do 36.º Tribunal de Inquérito.
Em 2004, foi nomeado para a Audiência Nacional como juiz substituto do juiz Baltasar Garzón no Tribunal Central de Inquérito n.º 5, onde se destacou a nível nacional e já era conhecido como instrutor em Bilbau.

### Magistrado da Audiência Nacional
Até 30 de junho de 2006, foi membro do Tribunal Central de Instrução n.º 5 da Audiência Nacional, substituindo interinamente seu titular, o Juiz Baltasar Garzón. Quando Garzón voltou ao cargo em 1º de julho de 2006, Grande-Marlaska foi designado para a Divisão Criminal da Audiência Nacional. Concorreu como candidato independente ao Conselho Geral da Magistratura (2006), mas não foi eleito.
Em 2007, assumiu a função de Teresa Palacios no Tribunal Central de Instrução n.º 3 da Audiência Nacional.
Naquela época, ele assumiu o caso mais importante: o acidente do Yak-42 na Turquia, que matou 62 soldados que retornavam do Afeganistão em 26 de maio de 2003. No entanto, quatro meses após chegar ao tribunal, em 1º de junho de 2007, ele arquivou o caso e atribuiu a responsabilidade à tripulação ucraniana, inocentando o Ministério da Defesa do acidente por alugar um avião inseguro. Considerou também desnecessária a identificação de 30 cadáveres.
Entretanto, em 22 de janeiro de 2008, a Quarta Seção da Divisão Criminal revogou por unanimidade a decisão de arquivar o caso, alegando que o juiz não havia exercido nenhuma diligência e não havia defendido o direito constitucional das vítimas ao devido processo legal. Uma vez reaberto o caso, chamou como testemunhas a cúpula militar da época, assim como os ex-ministros Federico Trillo e José Bono, mas exonerou de culpa altos funcionários do Ministério da Defesa, apesar de terem sido denunciados sobre o mau estado da aeronave. Finalmente, em 20 de maio de 2008, ele acusou cinco comandantes militares de alta patente, incluindo o Chefe do Estado-Maior da Defesa, Antonio Moreno, o mais alto oficial militar na época do acidente, de 62 acusações de negligência grave.
Em 30 de agosto de 2007, ele ordenou a abertura de um julgamento oral por insultos à Coroa contra vários artistas gráficos. Em junho de 2007, foi decidido arquivar o processo contra quatro diretores da Air Madrid por suposta fraude cometida durante a crise que afetou a companhia aérea em dezembro de 2006 e, em setembro de 2007, foram rejeitados os recursos interpostos pela Associação Geral de Consumidores e Usuários e pela Organização de Consumidores e Usuários (OCU) contra o arquivamento do carro.
Em 23 de fevereiro de 2012, foi nomeado Presidente da Câmara Criminal da Audiência Nacional, em substituição de Javier Gómez Bermúdez.
Em 29 de novembro de 2013, foi nomeado membro do Conselho Geral da Magistratura, por proposta do Partido Popular, pelo Senado.

### Ministro do Interior

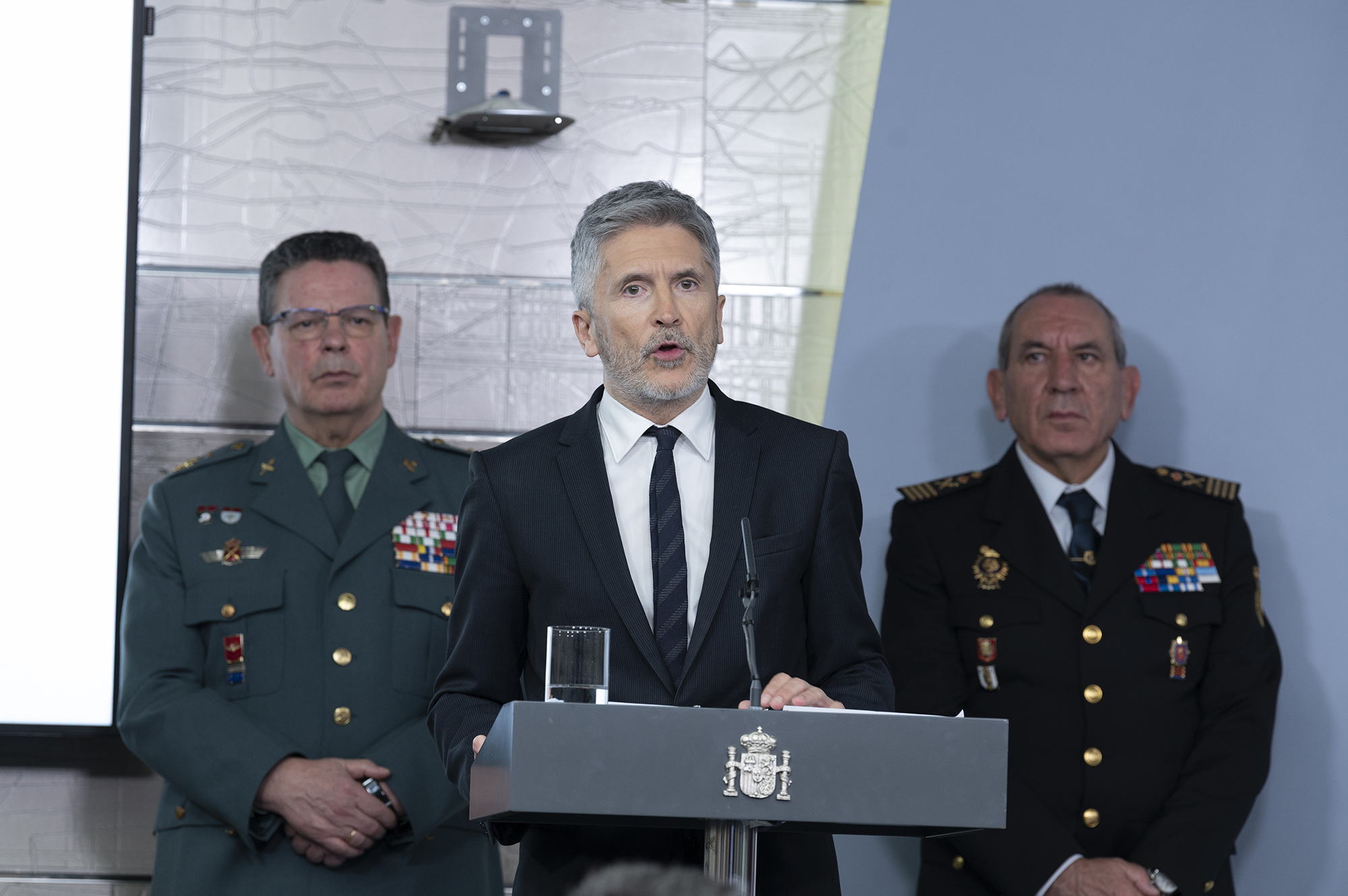
Ministra Grande-Marlaska, juntamente com os Diretores Adjuntos de Operações das forças policiais do Estado, em uma coletiva de imprensa durante o lockdown da pandemia de COVID-19 na Espanha

Em 2018, o Presidente do Governo de Espanha, Pedro Sánchez, nomeou Grande-Marlaska como Ministro do Interior. Pouco depois de assumir o cargo, Grande-Marlaska anunciou sua intenção de remover o arame farpado das cercas entre Marrocos e as cidades espanholas de Ceuta e Melilha. Em janeiro de 2019, o Conselho de Ministros aprovou o "Plano de Reforço e Modernização do Sistema de Protecção Fronteiriça Terrestre em Ceuta e Melilla" no valor de 32 milhões de euros, que incluiu também o aumento da altura das vedações e a introdução de novos elementos tecnológicos. Concretamente, a única retirada do arame farpado está avaliada em 18 milhões de euros. A remoção do arame farpado e a melhoria das medidas de segurança nas fronteiras começaram em Dezembro de 2019. Em 17 de fevereiro de 2020, o ministro anunciou perante a Comissão de Assuntos Internos do Congresso dos Deputados que as cercas seriam elevadas em 30%, cerca de 10 metros.
Em 14 de março de 2020, o Conselho de Ministros aprovou o "Estado de Alarme" devido à pandemia do coronavírus em Espanha. Essa medida deu ao governo central poderes extraordinários para controlar diretamente as administrações regionais e locais e estabelecer algumas restrições de direitos constitucionais. O primeiro-ministro Pedro Sánchez nomeou Grande-Marlaska como uma das quatro "autoridades competentes delegadas" e deu-lhe o comando sobre todas as agências policiais estaduais, regionais e locais, bem como o poder de fechar todas as estradas e fronteiras necessárias. No uso destes poderes extraordinários, o ministro emitiu, em 15 de março de 2020, uma ordem a todas as forças policiais para aplicarem, em caso de descumprimento por parte dos cidadãos das medidas estabelecidas pelo governo, o artigo 36.6 da Lei de Segurança Cidadã de 2015 que estabelece multas entre 100 a 600 mil euros e, em caso de desobediência grave aos artigos 550 a 556 do Código Penal da Espanha, que determina penas de até quatro anos de prisão.
Durante a crise migratória de maio de 2019, milhares de migrantes cruzaram a fronteira hispano-marroquina em Ceuta; Grande-Marlaska anunciou por sua vez uma posição firme para "defender o solo espanhol" por meio de um reforço de 200 novos oficiais da Guarda Civil enviados para a fronteira, bem como a devolução de 2 700 pessoas de volta a Marrocos. Sobre a questão dos menores não acompanhados que entraram ilegalmente em Ceuta, o ministro apoiou em agosto de 2019 a tentativa de os devolver "para seu próprio benefício", considerando que não eram vulneráveis e que a expulsão não representava uma ameaça para eles.

## Controvérsias

### Inação sobre tortura e brutalidade policial
O Tribunal Europeu dos Direitos Humanos emitiu até 2016 um total de oito veredictos condenando a Espanha por não investigar alegada tortura e brutalidade policial sobre detidos, cinco dos quais ocorreram sob a custódia de Grande-Marlaska. Segundo a advogada Amaia Izko, que representou quatro das vítimas, "(...) provamos que o juiz não fez nada para investigar ou impedir a tortura e a brutalidade policial [ocorridas] enquanto os detidos estavam incomunicáveis. Há muitos outros casos semelhantes. Representei centenas de pessoas que denunciaram terem sido torturadas [pela polícia] enquanto aguardavam julgamento pelo juiz Grande-Marlaska."
Segundo os clientes de Izko, Grande-Marlaska frequentemente ignorava as alegações dos detidos com "uma atitude abertamente zombeteira". Algumas das alegações também denunciavam estupro/agressão sexual e ataques homofóbicos. Igor Portu e Mattin Sarasola, militantes da organização ETA submetidos a tortura pela Guardia Civil, de acordo com o veredito do TEDH de 2018, foram despidos e espancados durante cinco dias, enquanto estavam incomunicáveis, até que Portu teve de ser levado para o hospital em estado crítico. O Conselho da Europa confirmou que ambos os detidos foram submetidos a tratamentos desumanos e degradantes.
Em 9 de março de 2021, Grande-Marlaska recusou-se no Congresso dos Deputados a desclassificar arquivos secretos que poderiam revelar mais provas incriminatórias que apontassem para a morte de Mikel Zabalza como resultado de tortura sob custódia da Guarda Civil em 1985, na sequência de gravações com relatos internos detalhados da morte de Zabalza republicados pelo diário Público; o ministro lembrou, em vez disso, que a Justiça espanhola já rejeitou o caso.
Em 7 de março de 2022, o ministro rejeitou as acusações de brutalidade policial após imagens de TV mostrando agentes da Guarda Civil da fronteira espancando e lançando spray de pimenta em uma pessoa que saltava a cerca de segurança na fronteira com Marrocos enquanto ela descia do lado espanhol, em vez disso, elaborou sobre o nível de violência e ferimentos supostamente sofridos por 60 guardas durante as tentativas dos migrantes de cruzar a fronteira para a Espanha.

## Vida pessoal
Grande-Marlaska é assumidamente gay e há muito tempo é ativista contra o bullying gay. Ele é casado desde 2005 com sua companheira de longa data, Gorka Gómez.